# Nevin Nevlin
Nevin Kristen Vatansever, més coneguda com a Nevin Nevlin, i nascuda amb el nom de Kristen Michelle Newlin (Kailua, Hawaii, Estats Units, 8 de maig de 1985) és una jugadora de bàsquet turca. D'origen estatunidenc, Nevlin ha jugat als equips BOTAŞ SK, Fenerbahçe i des del 2014 al club esportiu İstanbul Üniversitesi, i també participa en la selecció nacional turca. Va ser l'estrella, segons la Federació de Basquetbol turca, del partit contra França (68-62) que va portar Turquia a jugar la final del Campionat Europeu de 2011 contra Rússia. Nevin Nevlin va casar-se amb Emre Vatansever, entrenador turc de basquetbol femeni, l'any 2014.